# Portunus latipes
Portunus latipes är en kräftdjursart som först beskrevs av Thomas Pennant 1777.  Portunus latipes ingår i släktet Portunus och familjen simkrabbor. Inga underarter finns listade i Catalogue of Life.